# Richard Hyland
Richard Frank „Dick” Hyland (San Francisco, Kalifornia, 1906. július 6. – Wawona,   Kalifornia, 1981. július 16.) olimpiai amerikai rögbijátékos és újságíró.
Az 1924. évi nyári olimpiai játékokon az amerikai rögbicsapatban játszott és olimpiai bajnok lett.
A Stanford Egyetemen amerikai futballt is játszott.
A Los Angeles Times sportújságírója volt.